# Villemort
Villemort là một xã, tọa lạc ở tỉnh Vienne trong vùng Nouvelle-Aquitaine, Pháp. Xã này có diện tích 4,42 km², dân số năm 2006 là 113 người. Xã nằm ở khu vực có độ cao trung bình 131 m trên mực nước biển.

## Biến động dân số
| 1962                                         | 1968 | 1975 | 1982 | 1990 | 2006 | 2006 |
| -------------------------------------------- | ---- | ---- | ---- | ---- | ---- | ---- |
| 131                                          | 159  | 165  | 152  | 122  | 114  | 113  |
| Số liệu từ năm 1962: Dân số không tính trùng |      |      |      |      |      |      |